# Protaxis fulvescens
Protaxis fulvescens är en skalbaggsart som beskrevs av Charles Joseph Gahan 1906. Protaxis fulvescens ingår i släktet Protaxis och familjen långhorningar. Inga underarter finns listade i Catalogue of Life.